# Preussag

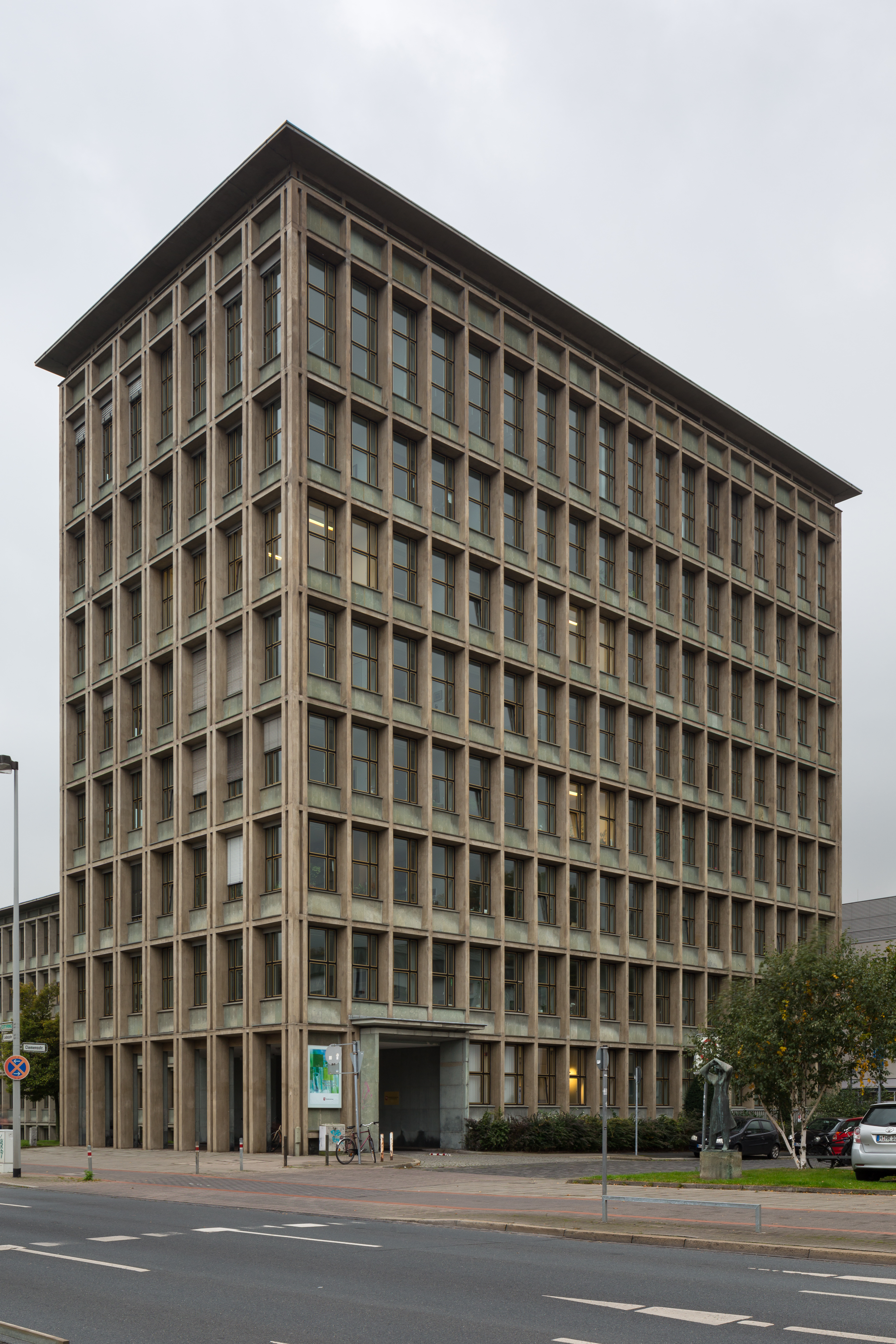
Ehemaliges Verwaltungsgebäude in Hannover am Leibnizufer

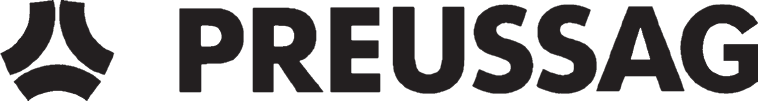
Historisches Logo

Aktie über 100 DM der Preussag AG vom März 1970

Preussag AG war der Name eines deutschen Mischkonzerns, der nach einer Neuausrichtung zum weltweit größten Touristikkonzern wurde und heute unter dem Namen TUI AG firmiert.
Das Unternehmen entstand am 9. Oktober 1923 aus der Preußischen Bergwerks- und Hütten-Aktiengesellschaft (PBHAG) durch die Umwandlung der preußischen Montanindustrie in ein Staatsunternehmen. 1997 wurde die Preussag durch den Verkauf der Salzgitter AG und die Übernahme des Schifffahrt- und Logistikkonzerns Hapag-Lloyd zu einem Dienstleistungsunternehmen der Freizeitindustrie. Mit dem Kauf der britischen Thomson Travel Group im Jahr 2000 wurde das Unternehmen zum weltweit größten Touristikkonzern. Seit dem 1. Juli 2002 firmiert dieser unter dem Namen TUI AG.

## Geschichte

### Entstehung
Die Preussag entstand durch die Umwandlung des  preußischen Staatsbesitzes an Bergwerken, Hütten, Salinen und Bernsteinwerken sowie deren Nebenbetrieben in eine Aktiengesellschaft. Der bis dahin betriebene und unwirtschaftlich gewordene Staatsbergbau sollte nach betriebswirtschaftlichen Grundsätzen erfolgreicher geführt werden. Trotzdem blieb der staatliche Einfluss erhalten. Der preußische Landtag verabschiedete am 9. Oktober 1923 das Gesetz zur Übertragung der Verwaltung und Ausbeutung des staatlichen Bergwerksbesitzes an eine Aktiengesellschaft. Laut der Satzung war der Geschäftszweck der Gesellschaft die Unterhaltung bergbaulicher Werke zur Ausbeutung von Bodenschätzen. Die beschäftigten Beamten und Angestellten wurden übernommen, mit der Möglichkeit eines höheren Gehaltes und dem Risiko des Arbeitsplatzverlustes durch Rationalisierungen.
Bei der Firmengründung im Dezember 1923 mit Berlin als Hauptsitz gehörten der Preussag rund 31.000 Beschäftigte an. Geschäftsschwerpunkte waren der Steinkohlenbergbau (17.000 Beschäftigte, davon 13.000 in Oberschlesien), der Erzbergbau und die Verhüttung. Hauptstandorte waren Ibbenbüren, Bad Oeynhausen, Barsinghausen, Obernkirchen, Vienenburg, Dillenburg, Königsberg, Palmnicken, Gleiwitz, Hindenburg, Staßfurt, Schönebeck, Därrenberg, Artern, Bleicherode, Rüdersdorf bei Berlin und im Harz (Clausthal-Zellerfeld, Oker/Harlingerode, Goslar/Rammelsberg).
1929 entstand durch den Zusammenschluss der Preußische Elektrizitäts-Aktiengesellschaft (PreussenElektra), der Preußische Bergwerks- und Hütten-Aktiengesellschaft, der Bergwerksgesellschaft Hibernia AG Herne und der Bergwerks-Aktiengesellschaft Recklinghausen die staatliche Holdinggesellschaft Vereinigte Elektrizitäts- und Bergwerks AG Berlin (VEBA). Diese wurde als Dachgesellschaft zur einheitlichen Finanzierung der staatlichen Wirtschaftsunternehmungen gegründet.

#### Produkte
Zur Produktpalette des staatlichen Montankonzerns gehörte um 1930:
- Steinkohle mit Koks, Briketts
- Braunkohle
- Kali- und Steinsalz
- Eisen
- Bunt- und Edelmetalle (Blei, Zink, Silber, Gold)
- Kalk
- Bernstein
- Erdöl und Erdölprodukte

#### Erdölgeschäft
Um 1930 stieg die Preussag durch die Erschließung von Quellen verstärkt in das Erdölgeschäft und in die verarbeitende Industrie ein. Sie avancierte zu einem bedeutenden Faktor der deutschen Erdölindustrie. 1931 beteiligte sich das Unternehmen an der Deurag-Nerag in Misburg bei Hannover. Trotzdem geriet die Preussag 1930 in eine schwere wirtschaftliche Krise.

#### Sozialpolitik
Als Staatsbetrieb investierte das Unternehmen in seine Mitarbeiter. Das im Montansektor überlieferte System von Zusatzleistungen und Absicherung wurde in den 1920er-Jahren fortgesetzt. Die Beschäftigten, Invaliden und Hinterbliebenen erhielten Kohle zu Vorzugspreisen. Arbeiter im Oberharz erhielten verbilligtes Getreide. In den 1930er-Jahren gab es rund 3.500 Werkswohnungen, 98 Badeanstalten und Werkskonsumvereine mit rund 12.000 Mitgliedern. Weitere Einrichtungen waren Kaffeeküchen, Speiseanstalten, Schlafhäuser, Fortbildungs- und Haushaltsschulen.

### Zeit des Nationalsozialismus
1933 griffen die Nationalsozialisten unverzüglich auf preußische Staatskonzerne und damit auch auf die Preussag zu. Bei einer außerordentlichen Generalversammlung im Juni 1933 wurden die meisten der 26 Aufsichtsratsmitglieder abberufen. Aufsichtsratsvorsitzender wurde ein Bergwerksfachmann und NSDAP-Angehöriger, der das Unternehmen in einen NS-Musterbetrieb umgestalten wollte. Er wurde aber 1934 von Hermann Göring abgesetzt und ein Bergbeamter erhielt die Leitung. Bereits im Juli 1933 wurde durch Führererlass für die Arbeitnehmer der Hitlergruß angeordnet, im Oktober erschien das Hakenkreuz im Firmenlogo. Im Zuge der Aufrüstung der Wehrmacht erlebte die Preussag ab 1933 schnell Wachstumsimpulse nach den Jahren der Weltwirtschaftskrise, was teilweise nur eine Scheinblüte war. Auch von der gestiegenen Baukonjunktur (wie durch die Reichsautobahn, Festungsbau, Luftschutzbauten) profitierte das Unternehmen mit seiner Kalkstein- und Zementindustrie.

#### Zweiter Weltkrieg
Mit Beginn des Zweiten Weltkriegs galten einige Unternehmenszweige als kriegswichtige Betriebe. Sie lieferten auch Rüstungsprodukte, wie Splitterbomben und Granathülsen. Das Tochterunternehmen Nerag lieferte der Wehrmacht Motorenöle. Verpachtete Liegenschaften der Preussag dienten dem Militär als Munitions- und Treibstofflager. In den Werken wurden infolge des kriegsbedingten Arbeitskräftemangels Zwangsarbeiter und Kriegsgefangene beschäftigt, die etwa zwischen 20 und 60 Prozent der Belegschaften ausmachten. Bis 1944 blieben die Preussag-Betriebe weitgehend von Kriegseinwirkungen verschont. Ab dann führten die Alliierten eine Bombenoffensive gegen kriegsbedeutende Schlüsselindustrien, darunter auch die deutsche Mineralölindustrie. 1944 wurde die Bernsteinherstellung bei Angriffen auf Königsberg zerstört. Zu extremen Werkszerstörungen kam es durch rund 23 Luftangriffe auf die Deurag-Nerag-Raffinerie. Um den raschen Wiederaufbau der kriegswichtigen Produktion zu gewährleisten, wurde das KZ-Außenlager Hannover-Misburg errichtet, in dem durchschnittlich mehr als 1.000 KZ-Häftlinge untergebracht wurden. Außerdem wurden etwa 1.000 ausländische Zwangsarbeiter eingesetzt.

### Nach 1945
Nach dem Zweiten Weltkrieg wurde die Preussag als Teil der früheren NS-Kriegswirtschaft im September 1945 unter alliierte Zwangsverwaltung gestellt. Maßgeblich für das Unternehmen war die britische Militärregierung, da die meisten verbliebenen Betriebe in der Britischen Besatzungszone lagen. Mit der Verwaltung wurden deutsche Treuhänder beauftragt. 1947 erfolgte die Ablösung von der alliierten Aufsicht durch eine deutsche Einrichtung. Die Zonengrenze erschwerte den Kontakt zwischen den Betrieben in den westlichen Besatzungszonen zur Hauptverwaltung in Berlin. Faktisch wurde der Konzern seit 1947 von der Niederlassung in Hannover geleitet, bis Hannover 1952 zum Hauptsitz wurde.

#### Neuanfang im Westen
Die Betriebsteile im Osten – in Oberschlesien, Brandenburg und Ostpreußen, rund 70 Prozent des ehemaligen Unternehmens – waren durch Beschlagnahme an die sowjetische Besatzungsmacht verloren gegangen und wurden demontiert. Was noch übrig war, ging in Volkseigentum über.
Für die Preussag bedeutete dies einen herben Substanzverlust. Niedersachsen (in der britischen Besatzungszone) bildete sich in den ersten Jahren der Nachkriegszeit allmählich als neues Unternehmenszentrum heraus. Nach Auflösung des Staates Preußen durch die Alliierten war das Staatsunternehmen Preussag zunächst herrenlos, kam dann aber zur Bundesrepublik. Mit der Verwaltung wurden deutsche Treuhänder beauftragt. Nach vollkommener Entlassung aus der alliierten Zwangsverwaltung 1952 war für die Preussag die Vergangenheit abgeschlossen. Es begann eine Neuorientierung mit einem großen Investitionsprogramm, damit schwache Betriebe auf einen besseren wirtschaftlichen und technischen Stand kamen.

### 1950er Jahre
Bereits seit 1948 verursachte die Steinkohleförderung im Bergwerk Barsinghausen anhaltend Verluste. Im Jahr 1955 wurde der Beschluss zur Einstellung der Förderung in den beiden unrentablen Gruben getroffen. Die Entscheidung fiel gegen das Votum von Betriebsrat und Belegschaft und trotz der Intervention von Bundes- und Landesregierung. Vor allem Barsinghausen war ein strukturschwacher Bereich. Die Bergleute bekamen Arbeit bei den dort 1956 in Betrieb genommenen Werken von Bahlsen und der Firma Alfred Teves. Noch vor 1960 war auch das Bergwerk Obernkirchen stillgelegt worden, sodass es danach keinen Steinkohlenbergbau durch die Preussag in Niedersachsen mehr gab.
1957 wurde das Bleibergwerk in Mechernich (Gewerkschaft Mechernicher Werke) mit etwa 1000 Beschäftigten geschlossen. Viele fanden danach Arbeit in einem Luftwaffendepot der Bundeswehr in der Eifel.
In den 1950er-Jahren hatte die Preussag noch in etwa die Geschäftsfelder wie bei ihrer Gründung in den 1920er Jahren. Das waren die Montanwirtschaft, Herstellung von Blei und Zink sowie die Förderung von Kalisalz, Erdöl und Erdgas.

#### Verwaltungsgebäude Hannover

Das 1953 entstandene Verwaltungsgebäude in Hannover

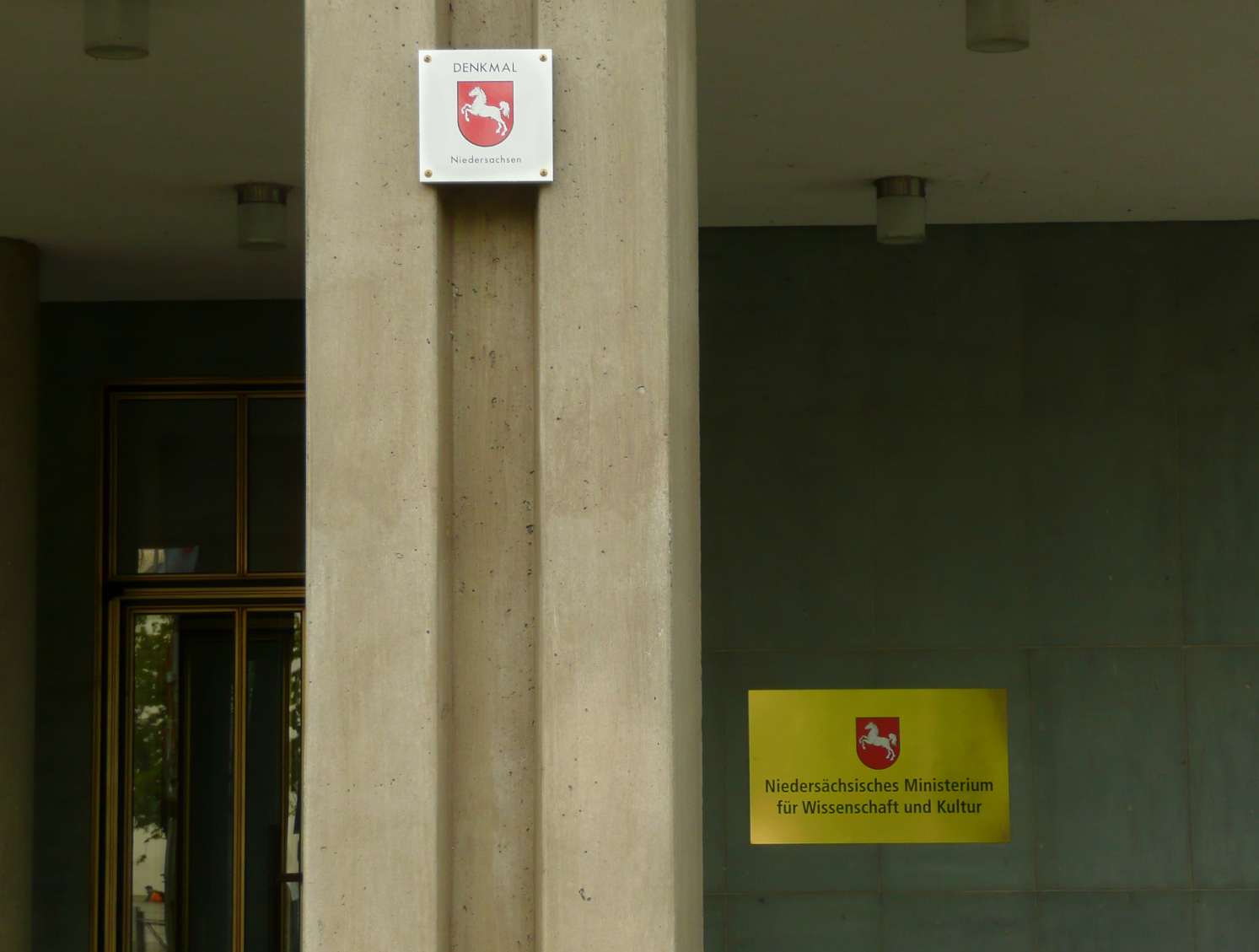
Denkmalplakette am Eingang des Gebäudes

Nachdem Hannover 1952 zum Preussag-Hauptsitz geworden war, wurde 1953 ein neues Verwaltungsgebäude nach den Plänen von Gerhard Graubner bezogen. Es handelt sich um einen Beton-Skelett-Rasterbau mit einem achtstöckigen Hochhaus und zwei vierstöckigen Längstrakten. Das Bauwerk galt bei seiner Entstehung als moderne Konstruktion mit einem Ansatz zur neuen städtebaulichen Raumbildung. Dafür sorgen die noch vorhandenen Leichtmetall-Fensterrahmen mit schwarz-goldener Eloxierung, was zur Bauentstehung in den 1950ern als edel galt. Seit 1989 ist das Gebäude Sitz des Niedersächsischen Ministeriums für Wissenschaft und Kultur (MWK) und steht inzwischen unter Denkmalschutz. Im April 2018 brachte der Niedersächsische Minister für Wissenschaft und Kultur Björn Thümler die erste, ab 2018 gültige Denkmalplakette in Niedersachsen am Gebäude an.

#### Privatisierung 1959
Am 24. März 1959 konnten erstmals Volksaktien gezeichnet werden. Es waren Kapitalanteile an der Preussag AG im Umfang von 120 Millionen DM, die von etwa 220.000 neuen Aktionären mit maximal fünf Stück zu 100 DM Nennwert pro Person erworben wurden. Das Unternehmen gehörte zu jener Zeit zum staatlichen VEBA-Konzern. Die Preussag wurde als erster staatseigener Besitz in der Bundesrepublik Deutschland privatisiert. Wegen hoher Nachfrage der Kunden entschloss sich die deutsche Bundesregierung, das ursprünglich geplante Volumen aufzustocken. 77 Prozent des Kapitals wurden schließlich abgegeben, der Bund behielt einen Anteil von etwas über 22 Prozent.
Die Schaffung der ersten Volksaktiengesellschaft übertraf alle Erwartungen. Mit zehn Prozent waren Betriebsangehörige unter den neuen Aktionären nur in geringem Umfang vertreten. Das wird damit erklärt, dass sie der Euphorie nicht verfielen, sondern um die Probleme des Unternehmens wussten. Diese erste Privatisierung war zu ihrer Zeit eine bedeutsame Angelegenheit, die große Beachtung im In- und Ausland fand.

### Neue Tätigkeitsbereiche ab 1960
Ab Anfang der 1960er Jahre verlegte die Preussag ihre Tätigkeitsfelder auf die lohnenden und zukunftsträchtigen Bereiche Chemie, Strom, Logistik und Stahl. 1960 engagierte sie sich im Chemiebereich. In Ibbenbüren baute sie in Beteiligung eine Fabrik zur Herstellung von Natronlauge mittels Chloralkali-Elektrolyse. 1961 stieg die Preussag durch Übernahme vom Bund in die VTG Vereinigte Tanklager und Transportmittel ein und engagierte sich ab 1962 im Stahlbau. Bereits 1955 war das Unternehmen in die Kohleverstromung durch das Kraftwerk Ibbenbüren eingestiegen.
Ab 1960 weitete die Preussag ihr Tätigkeitsfeld auf das Ausland aus, unter anderem durch Erdölbohrungen in Marokko oder im Jemen sowie die Erforschung von Erzlagerstätten.
Etwa Mitte der 1960er Jahre stieg die Preussag vermehrt in die Konsumgüterindustrie ein, da sie sich aufgrund der gestiegenen Reallöhne der Arbeitnehmer hohe Profite versprach. Der Unternehmensbereich Körperpflege stellte Pflegemittel und Kosmetikartikel her, wie Mundwasser, Parfüm, Zahnbürsten, Kämme.

### Krise und Überwindung 1970–1973
Infolge der enormen Expansion aller Unternehmensbereiche kam es ab 1970 zu einer schwerwiegenden Existenzkrise. Die Dividende für die Aktionäre wurde überwiegend Rücklagen entnommen, in den Jahren 1971–1972 entfiel sie ganz. Die Kleinaktionäre mit ihrer Volksaktie fühlten sich betrogen. 1972 kam es zu Personalveränderungen im Aufsichtsrat und Vorstand, und die schwedische Boliden beteiligte sich über seit 1970 bestehende Joint Ventures in der Bleiproduktion mit 50 Prozent am Unternehmen. Der neue Vorstand sanierte ab 1973 das Unternehmen durch Beschränkung auf Kernbereiche des Geschäfts, u. a. Abgabe des Körperpflegebereichs. Die Ölkrise von 1974 bescherte der Preussag enorme Gewinne, weil sie die von ihr hergestellten Ölerzeugnisse verteuerte.
1971 wurde das neue Firmenlogo eingeführt und der Firmenname von Preußische Bergwerks- und Hütten-Aktiengesellschaft in Preussag geändert.

### Die 1980er
1981 erwarb die Preussag eine Beteiligung an der Deilmann-Gruppe, die im Bereich Erdöl und Erdgas tätig war. Ende der 80er wandelte sich die Preussag in eine Holding um, wobei die operativen Aktivitäten in die selbständige Einheiten Preussag Anlagenbau GmbH, die Preussag Anthrazit GmbH sowie die Preussag Erdöl und Erdgas GmbH ausgegliedert wurden. 1988 wurde die Hüttenaktivitäten des NE-Metallbereichs in die Metaleurop S.A. eingebracht, an der die Preussag 51 % hielt.

#### Verwicklung in Giftgasprogramme in Libyen und im Irak
In den 1980er-Jahren unterstützte die Preussag Muammar al-Gaddafi in Libyen beim Bau einer Giftgasfabrik in Rabta. Außerdem stellte sie Vorprodukte für die Nervengasproduktion des Regimes von Saddam Hussein im Irak her.

### Wandlung in ein Transport- und Touristikunternehmen
1989 übernahm die Preussag die Salzgitter AG und damit auch deren Anteile an der Howaldtswerke-Deutsche Werft. Dies stellte eine der größten Fusionen der Nachkriegszeit dar. Ab 1992 firmierte die Salzgitter AG als Preussag Stahl AG. Am 30. Oktober 1992 umfasste die Preussag AG 200 Gesellschaften, von denen sich 120 in Deutschland und 80 im Ausland befanden. Zusätzlich hielt der Konzern über 400 Beteiligungen an in- und ausländischen Firmen. Anfang der 1990er hatte die Preussag folgende sechs Geschäftsfelder:
- Stahl- und NE-Metallerzeugung
- Energie
- Handel und Verkehr
- Schiff- und Waggonbau
- Anlagenbau, Umwelt- und Informationstechnik
- Gebäudetechnik und Komponenten.

Der größte Unternehmensumbruch aber war der Aufkauf aller Hapag-Lloyd-Aktien 1997. Dadurch kam das Geschäftsfeld Containerschifffahrt hinzu, die sich zum zweiten Standbein des Unternehmens entwickelte. Vor allem durch den Erwerb der Hapag-Lloyd stieg die Preussag in die wachsende Touristikbranche ein. 1998 trennte sich die Preussag wieder von der Preussag Stahl, die man als Salzgitter AG an die Börse brachte. Durch weitere Zukäufe gehörte 1999 die TUI komplett der Preussag. Im selben Jahr kaufte die Preussag 24,9 % der Thomas-Cook-Aktien; gleichzeitig fusionierten Thomas Cook und der britische Teil des Reisegeschäftes der Carlson Leisure Group zur Thomas Cook Holdings; als Folge der Fusion hielt die Preussag  einen Anteil von 50,1 %. In Deutschland kaufte die Deutsche Babcock wiederum 50 Prozent der HDW-Anteile, wodurch die Preussag 30 Prozent an der Deutschen Babcock erhielt. Ebenfalls 1999 verkaufte man die Preussag Anthrazit GmbH an die Deutsche Steinkohle AG der RAG Aktiengesellschaft. Mit dem Kauf der britischen Thomson Travel Group im Jahr 2000 wurde das Unternehmen zum weltweit größten Touristikkonzern. Dadurch wurde etwa 70 Prozent des europäischen Reisemarktes abgedeckt.
2002 wurden die Fels-Werke an die Baustoffgruppe von Franz Haniel & Cie. verkauft, welche später nach Xella umbenannt wurde. Der Verkaufsprozess wurde schon 2001 angestoßen. Ebenfalls wurden 2002 die Anteile der Preussag an der Dr. C. Otto Feuerfest GmbH an die P-D Group veräußert.
2002 benannte sich die Preussag in TUI um. Damit hatte die Preussag sich zu einem Dienstleistungsunternehmen gewandelt und ihre auf Grundstoffe ausgerichtete Firmengeschichte verlassen. In der Folge wurde auch der Bereich Energie an Gaz de France (Deutschland-Aktivitäten, 2002) und OMV (internationale Aktivitäten, 2003) abgestoßen.

Mit Wirkung zum 1. Oktober 2002 veräußerte die TUI ihren 50 %-Anteil an der ECI Elektro-Chemie GmbH mit den beiden Chloralkali-Elektrolysen in Ibbenbüren und Bitterfeld an den Geschäftspartner AkzoNobel.

## Preussag Immobilien

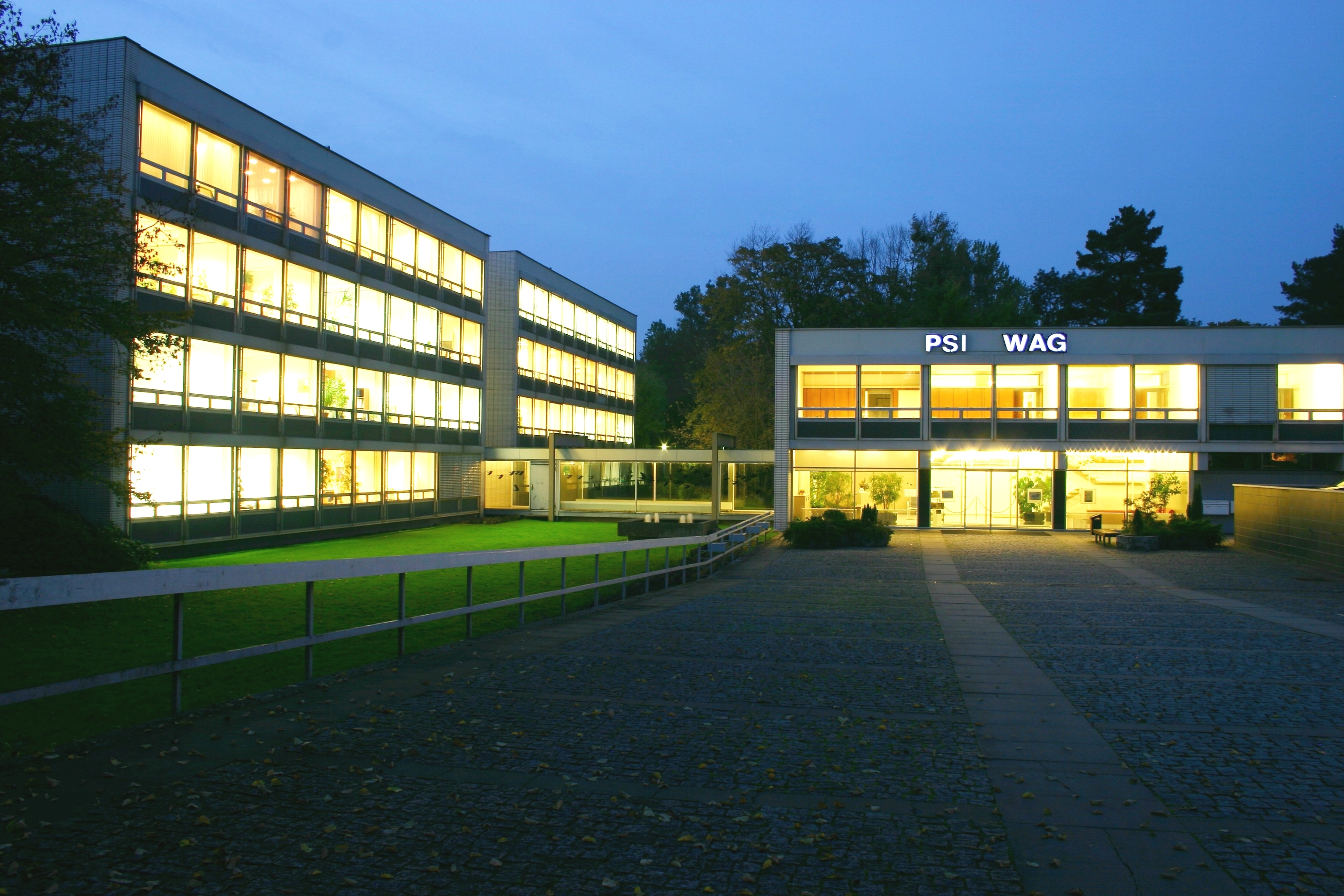
Zentrale der Preussag Immobilien in Salzgitter

Der einzige überregional bekannte Träger des Namens Preussag ist heute die Preussag Immobilien GmbH mit Sitz in Salzgitter. Sie verwaltet für Dritte Immobilienvermögen und ist in den Bereichen Hausverwaltung, Portfolio-Management, Gewerbe-Immobilienverwaltung, Projektentwicklung und Baumanagement tätig. Als solche ist sie einer der größten Verwalter von Wohnungseigentum in der Region Salzgitter. Ferner verwaltet sie Wohnungseigentum in Kiel, Hannover, Braunschweig und in der Harz-Region.
Im Jahr 1937 wurde das Unternehmen als Wohnungs-Aktiengesellschaft gegründet, um Wohnraum für die Arbeiter im neu aufgebauten Stahlwerk zu schaffen. Hieraus entstand im Laufe der Zeit die heutige Preussag Immobilien. Seit Gesellschaftsgründung wurde ein umfangreicher Wohnungsbestand zur eigenen Bewirtschaftung aufgebaut. Ab 1975 wurden Wohnungseigentumsanlagen erstellt und die Eigentumsverwaltung nach dem Wohnungseigentumsgesetz begonnen. Der Betreuungsbereich Wohnraummanagement für Dritte ist bis auf über 8.000 Einheiten angewachsen. Schwerpunkte sind die Regionen Salzgitter, Kiel und Hannover.
Im Jahr 1988 wurden erste Wohnungsbestände als Treuhandverwaltung für Kapitalanleger übernommen. Seit 1990 werden Gewerbe- und Industriegrundstücke verwaltet. Teile des eigenen Wohnungsbestandes wurden verkauft. Seit 1997 erfolgte die Entwicklung größerer Immobilienprojekte. Seit dem Jahr 2000 erfolgte die Entwicklung und Verwaltung von Immobilien in Spanien, Portugal und den Niederlanden. Im Jahr 2001 wird die TUI-Repräsentanz in Berlin, Unter den Linden fertiggestellt.
Im Jahr 2005 führte Preussag Immobilien ein zentrales Immobilien-Management (ZIM) im TUI-Konzern ein und übernahm 2006 das Portfolio-Management für die Service-Center der Hapagfly Fluggesellschaft an den innerdeutschen Flughäfen.